# Abhimaan (film, 2016)
Pour plus de détails, voir Fiche technique et Distribution.
Abhimaan (en alphasyllabaire bengali : অভিমান) est un film indien en langue bengalie réalisé par Raj Chakraborty (en),. Sorti en Inde le 6 octobre 2016 et au Bangladesh le 30 décembre 2016, il met en vedette les acteurs Jeet (en), Sayantika Banerjee (en) et Subhasree Ganguly (en),. Il s'agit d'un remake du film télougou Attarintiki Daredi (en) (2013), dans lequel jouent notamment Pawan Kalyan (en), Samantha Ruth Prabhu et Pranitha Subhash (en).

## Synopsis
Ashok Deb Burman (Sabyasachi Chakrabarty), un riche homme d'affaires, vit éloigné de sa fille Madhuja (Anjana Basu). Celle-ci le hait, car il l'a désavouée après qu'elle a épousé un homme contre ses souhaits. Après vingt-cinq années de relations décousues, Ashok, qui s'est assagi avec l'âge, souhaite se réconcilier avec elle. Pour y parvenir, il fait appel à son petit-fils, Aditya Deb Burman (Jeet).

## Fiche technique
- Titre : Abhimaan
- Réalisation : Raj Chakraborty
- Musique : Suddho Roy
- Sociétés de production : Grassroot Entertainment, Reliance Entertainment et Walzen Media Works
- Sociétés de distribution : Grassroot Entertainment, Reliance Entertainment et Walzen Media Works
- Budget :
- Genre :
- Pays d'origine : Inde
- Langue : Bengali
- Durée : 132 minutes
- Dates de sortie :
  -  Bangladesh : 30 décembre 2016
  -  Inde : 6 octobre 2016

## Distribution
- Jeet : Aditya « Adi » Deb Burman / Deep[3]
- Subhasree Ganguly : Dishani[4]
- Sayantika Banerjee : Srijoni[5]
- Sabyasachi Chakrabarty : Ashok Deb Burman
- Kaushik Banerjee : le père d'Aditya
- Anjana Basu : Madhuja
- Animesh Bhaduri
- Biswanath Basu
- Kanchan Mullick : Shibu
- Kharaj Mukherjee
- Sudip Mukherjee
- Swastika Dutta
- Supriyo Dutta

## Musique
| No | Titre                  | Interprète             | Durée |
| -- | ---------------------- | ---------------------- | ----- |
| 1. | Saiyaan                | Sonu Nigam             | 3:46  |
| 2. | Mon Bechara            | Shaan, Shweta Pandit   | 4:00  |
| 3. | Selfie Le Na Re        | Nakash Aziz, Jolly Das | 4:49  |
| 4. | Abhimaan (Title Track) | Amit Mishra            | 4:20  |